# セバスティアーノ・エスポジト
セバスティアーノ・エスポジト（Sebastiano Esposito, 2002年7月2日 - ）は、イタリア・カステッランマーレ・ディ・スタービア出身のサッカー選手。セリエA・カリアリ・カルチョ所属。ポジションはFW（センターフォワード）。

## クラブ経歴
2011年からブレシア・カルチョでキャリアをスタートさせ、2014年、インテルナツィオナーレ・ミラノのユースチームに移籍した。
2019年3月14日、UEFAヨーロッパリーグ 2018-19 決勝トーナメント、アイントラハト・フランクフルト戦で後半28分からボルハ・バレロに代わって出場しプロデビューを果たす。16歳と255日でのデビューとなり、ヨーロッパの大会に出場したインテルの選手としてクラブ史上最年少となった。
2020年9月25日、セリエBのSPALにローン移籍で加入した。パスクアーレ・マリーノ監督の下でセルジオ・フロッカリの後塵を拝し、シーズン前半でリーグ戦のスタメンは5試合に止まり11月21日のデルフィーノ・ペスカーラ1936戦で唯一のゴールを挙げた。
翌年1月15日にSPALへのレンタルを解消し、同リーグのヴェネツィアFCへシーズン終了までのローンとなった。
2021年7月13日、FCバーゼルに買取オプション付きの2022年夏までのローン移籍で加入した。
2024年7月17日、エンポリFCへレンタル移籍したが、エンポリがセリエBに降格したため、2025年よりインテルに復帰した。
2025年6月18日、クリスティアン・キヴ監督の初陣となったFIFAクラブワールドカップ2025のモンテレイ戦で先発出場した。
8月12日、セリエAのカリアリ・カルチョに1年間のレンタル移籍することが発表された。

## 代表歴
各年代のイタリア代表としてプレーしている。

## 人物
父のアゴスティーノはSSCナポリ・ユース出身の元サッカー選手。また、兄のサルヴァトーレとはSPAL時代に同僚であった。